# Sauk
Sauk eller Sac är en nordamerikansk ursprungsbefolkning vars historiska bosättningsområde är i det nordöstra skogsområdet.
De levde huvudsakligen i regionen som nu är Green Bay, Wisconsin.